# Trochalus schwetzi
Trochalus schwetzi är en skalbaggsart som beskrevs av Louis Burgeon 1944. Trochalus schwetzi ingår i släktet Trochalus och familjen Melolonthidae. Inga underarter finns listade i Catalogue of Life.